# Alchemilla fissa
Alchemilla fissa är en rosväxtart som beskrevs av Günther och Theodor Emil Schummel.
Alchemilla fissa ingår i släktet daggkåpor, och familjen rosväxter. Inga underarter finns listade i Catalogue of Life.

## Bildgalleri

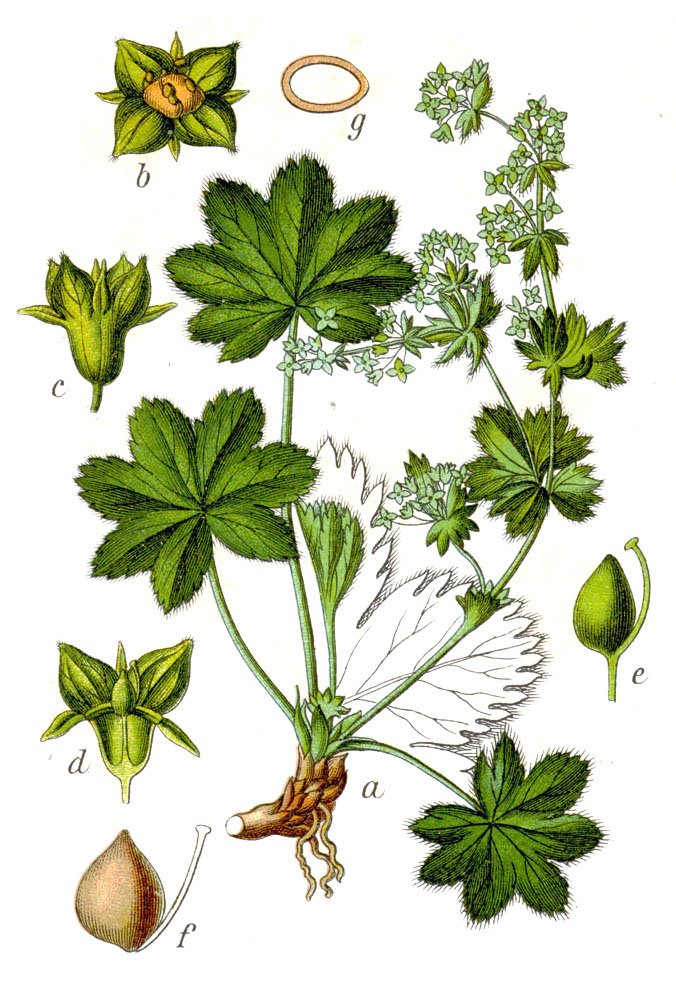